# Il Giallo Mondadori

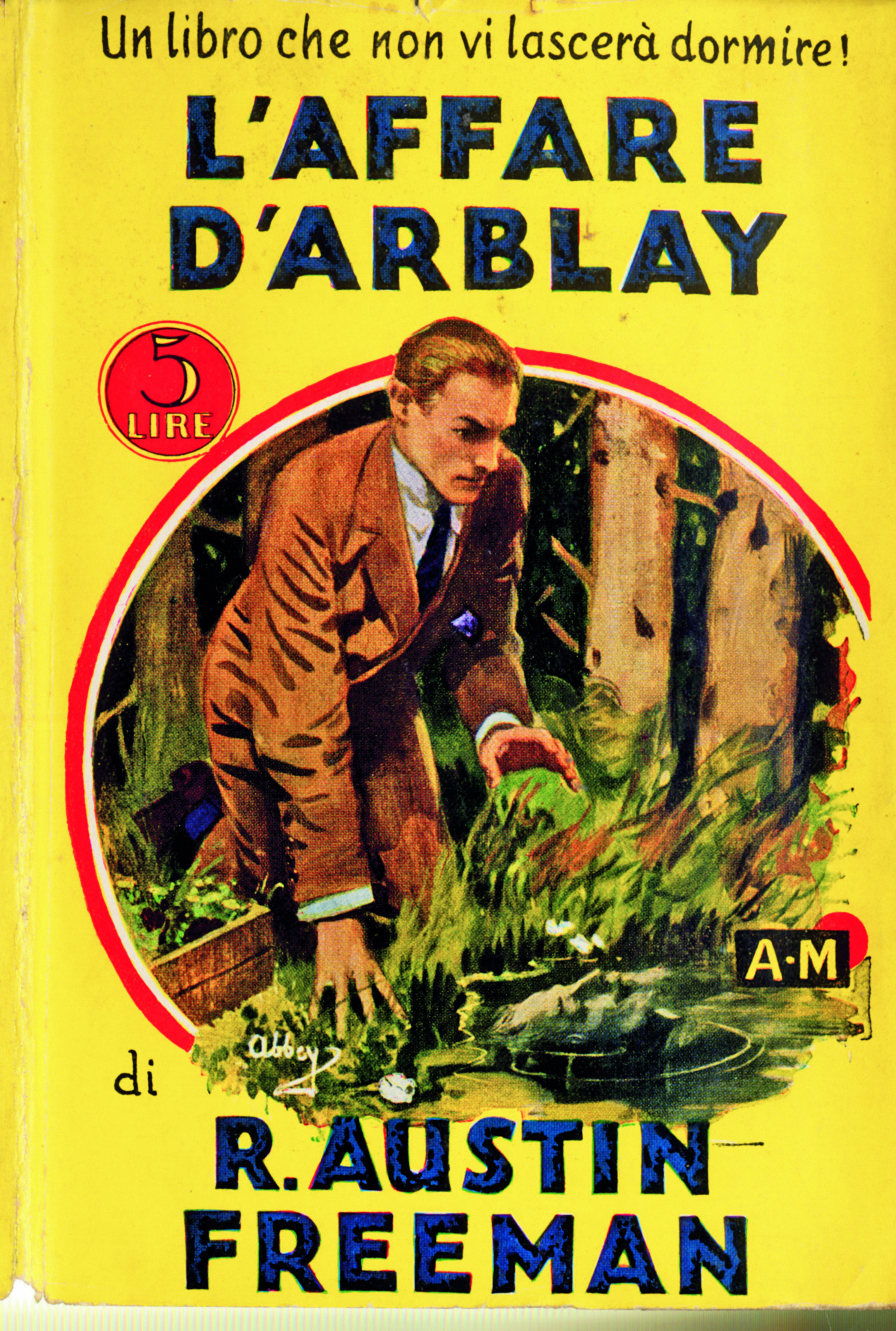
Copertina del romanzo L'affare D'Arblay (The D'Arblay Mystery) di Richard Austin Freeman, pubblicato nel n.23 de I libri gialli, 1931.

Il Giallo Mondadori è una collana di narrativa dedicata ai generi noir e poliziesco, pubblicata dalla Arnoldo Mondadori Editore dal 1929 inizialmente con il nome de I Libri Gialli, e nota anche come I Gialli Mondadori. Il nome e il colore caratteristico delle copertine della collana è all'origine dell'uso del termine "giallo" nella lingua italiana, nell'accezione usata per indicare un'opera letteraria o cinematografica che narra di fatti delittuosi e, generalmente, delle relative indagini a loro connesse.

## Storia editoriale
La serie, la cui stampa comincia nel 1929, nei primi anni della sua comparsa nelle edicole esce sotto il nome de I libri gialli, che, nell'aprile del 1946, viene modificato ne Il Giallo Mondadori, nome che ha poi mantenuto.
La periodicità fu inizialmente irregolare: i primi quattro numeri uscirono insieme nel 1929, senza numerazione e con una copertina differente da quella dei volumi successivi: erano privi di sovraccoperta e l'illustrazione di copertina era iscritta in un esagono, invece che nel cerchio che poi diventerà segno distintivo della collana per parecchi decenni successivi.
Parimenti nel 1930 furono pubblicati quattro numeri; le uscite si intensificarono divenendo quindicinali nel settembre 1931. Le opere erano stampate in volumetti in sedicesimo. Vendute a 5 lire riscossero subito un inaspettato successo: i primi quattro titoli vendettero in un mese 50.000 copie. La collana è stata pubblicata per decenni con periodicità settimanale per poi assumere la cadenza di quindicinale. Alla serie principale sono stati affiancati nel tempo diversi supplementi e collane parallele aventi varie periodicità, da quattordicinale, a mensile, fino a trimestrale.
Direttore storico della serie, di cui rimane alla guida ininterrottamente dagli anni trenta al 1979 (con l'interruzione 1941-1946 dovuta alla chiusura della collana da parte della censura fascista e alle vicende belliche) è stato Alberto Tedeschi; fu lui che, nell'immediato dopoguerra, decise di affidare la cura delle copertine a Carlo Jacono (17 marzo 1929 – 7 giugno 2000). Jacono, vincitore del Premio Illustrazione nel 1970, avrebbe poi mantenuto questo incarico fino al 1986. In memoria di Alberto Tedeschi nel 1980 è stato istituito un omonimo premio, dedicato a romanzi gialli italiani inediti e consistente, per i vincitori, nella pubblicazione all'interno della collana del Giallo Mondadori.
Per ricoprire il ruolo di direttore, gli anni ottanta videro alternarsi Oreste Del Buono e Laura Grimaldi. Dagli anni novanta le successioni si fecero più frequenti, Gian Franco Orsi, che della collana era stato caporedattore, Franco Amoroso, Stefano Magagnoli, Annalisa Carena, Sandrone Dazieri, Sergio Altieri e Franco Forte. La collana ha avuto tra i suoi consulenti, Stefano Benvenuti, Mauro Boncompagni e Igor Longo. Nel marzo del 2010 Maurizio Costanzo assunse il ruolo di direttore responsabile della collana.. Dal 1996 il formato digest cambia e il Giallo Mondadori assume le dimensioni di un libro tascabile.
Il Giallo Mondadori è all'origine dell'uso del termine "giallo" nella lingua italiana, nell'accezione usata per indicare un'opera letteraria o cinematografica che narra di fatti delittuosi e, generalmente, delle relative indagini a loro connesse. Il termine è entrato anche nel linguaggio giornalistico per definire fatti di cronaca, perlopiù omicidi, di cui non si conoscono i moventi o i responsabili.

## Elenco per numero

### I Libri Gialli
La prima serie de I Libri Gialli è stata pubblicata dal 1929 al 1941.
- dall'1 al 100
- dal 101 al 200
- dal 201 al 266

### Il Giallo Mondadori
- dall'1 al 100
- dal 101 al 200
- dal 201 al 300
- dal 301 al 400
- dal 401 al 500
- dal 501 al 600
- dal 601 al 700
- dal 701 al 800
- dall'801 al 900
- dal 901 al 1000

- dal 1001 al 1100
- dal 1101 al 1200
- dal 1201 al 1300
- dal 1301 al 1400
- dal 1401 al 1500
- dal 1501 al 1600
- dal 1601 al 1700
- dal 1701 al 1800
- dal 1801 al 1900
- dal 1901 al 2000

- dal 2001 al 2100
- dal 2101 al 2200
- dal 2201 al 2300
- dal 2301 al 2400
- dal 2401 al 2500
- dal 2501 al 2600
- dal 2601 al 2700
- dal 2701 al 2800
- dal 2801 al 2900
- dal 2901 al 3000

- dal 3001 al 3100
- dal 3101 al 3200
- dal 3201 al 3300

## Serie speciale
Questa è un'edizione speciale di narrativa pubblicata (dal 16 giugno 2009 al 31 luglio 2009) in onore del compimento degli 80 anni (1929-2009) de Il Giallo Mondadori
1. Nero Wolfe contro l'FBI (The Doorbell Rang - 1965) di Rex Stout - ISBN 9788804591429
2. Il gatto dalle molte code (Cat of Many Tails - 1949) di Ellery Queen - ISBN 9788804591412
3. La legge dei quattro (The Law of the Four Just Men - 1921) di Edgar Wallace - ISBN 9788804592273
4. La sposa in nero (The Bride Wore Black - 1940) di Cornell Woolrich - ISBN 9788804592280
5. I trentanove scalini (The Thirty-Nine Steps - 1915) di John Buchan - ISBN 9788804591627
6. Il falco maltese (The Maltese Falcon - 1930) di Dashiell Hammett - ISBN 9788804591405
7. Assassinio sull'Orient Express (Murder on the Orient Express - 1934) di Agatha Christie - ISBN 9788804591382
8. Il mastino dei Baskerville (The Hound of the Baskervilles - 1902) di Arthur Conan Doyle - ISBN 9788804591399